# O Hui-sun
O Hui-sun (22 de novembro de 1993) é uma futebolista norte-coreana que atua como meia.

## Carreira
O Hui-sun integrou o elenco da Seleção Norte-Coreana de Futebol Feminino, nas Olimpíadas de 2012. 